# Bernard Ammon
Bernard Ammon, né à Paris 14e le 14 octobre 1931 et mort le 2 juin 2010, est un dirigeant sportif français, président fondateur de la  Fédération française des sports au trampoline (FFST), devenue Fédération française de trampoline et de sports acrobatiques et membre du Comité national olympique et sportif français.

## Biographie
Né à Paris le 14 octobre 1931 Bernard Ammon y fait ses études primaires et secondaires  poursuivies après le baccalauréat à l'École internationale d’arts graphiques de Zurich de 1952 à 1953. 
Il prend sa retraite le 1er janvier 1998

## Dirigeant sportif

### Responsabilités nationales

Fédération française de trampoline et de sports acrobatiques

Moniteur de la Société suisse de gymnastique de Paris de 1954 à 1977, il fonde en 1965 la Fédération française des sports au trampoline (FFST) dont il assume la présidence de 1966 à 1989. Pendant cette présidence et sous la direction technique de Pierre Blois, Michel Rouquette étant entraîneur national, la FFST remporte  5 titres mondiaux en trampoline avec Richard Tison en 1974 et 1976, Lionel Pioline en 1984 et 1986 et par équipe en 1982.
On lui doit particulièrement l’organisation des 14e championnats du monde de trampoline au Palais omnisports de Bercy en 1986. Cette même année la FFST intègre le tumbling et devient Fédération Française de Trampoline et de Sports Acrobatiques (FFTSA). Elle ajoute alors 2 titres dans cette nouvelle discipline à son palmarès : 1 coupe du Monde en 1987 et 1 titre mondial avec Pascal Éouzan en 1988 .
Dès 1968 Bernard Ammon est membre délégué au Comité national des sports (CNS) lorsque celui-ci fusionne avec le Comité olympique français (COF) au sein du Comité national olympique et sportif français (CNOSF) en 1972. Il préside alors pendant 2 ans la commission des fédérations non olympiques et participe à la 1re commission nationale du sport pour tous. Membre en 1970 de la commission d’étude pour la formation des éducateurs physiques et sportifs, il contribue à la mise en place des brevets d'État d'éducateur sportif. Titulaire permanent au Conseil national de l’éducation populaire, de la jeunesse et des sports (CNAJEP) en 1975, il est à nouveau élu au CNOSF de 1984 à 1993.
Il est administrateur de la Mutuelle nationale des sports depuis 1987

### Responsabilités internationales
Élu à la Fédération internationale de trampoline (FIT) en 1972 il en devient secrétaire général trois ans plus tard puis est nommé président de la commission européenne de 1979 à 1983. Élu vice-président de la FIT de 1990 à 1994 il en créé et préside la commission de communication et promotion. En 1996 la FIT fusionne avec la Fédération internationale de gymnastique (FIG). Cette fusion qui ouvre au trampoline l’accès aux Jeux olympiques entraîne le retrait définitif de Bernard Ammon qui est alors nommé membre honoraire de la FIG.

## Engagements locaux
Membre du bureau de l’Office municipal du sport (OMS) du 12e arrondissement de Paris en 1974 puis président de 1979 jusqu’à son décès, il est vice-président du comité de Paris des offices municipaux du sport en 1977 et chargé de mission à la ville de Paris depuis 1983 en tant que chef de cabinet du maire du 12e arrondissement. Dans ce cadre il est à l'origine de nombreuses initiatives et réalisations parmi lesquelles on peut citer :
- les semi-marathons du 12e arrondissement de 1982, 1983, 1984, 1985 et 1986 ;
- les opens de Paris de pétanque.

## Distinctions
Bernard Ammon est :
- chevalier  (1978) puis officier (1997) de l’Ordre national du Mérite ;
- médaille d’argent de la jeunesse et des sports ;
- médaille d’argent de la ville de Paris (1973).

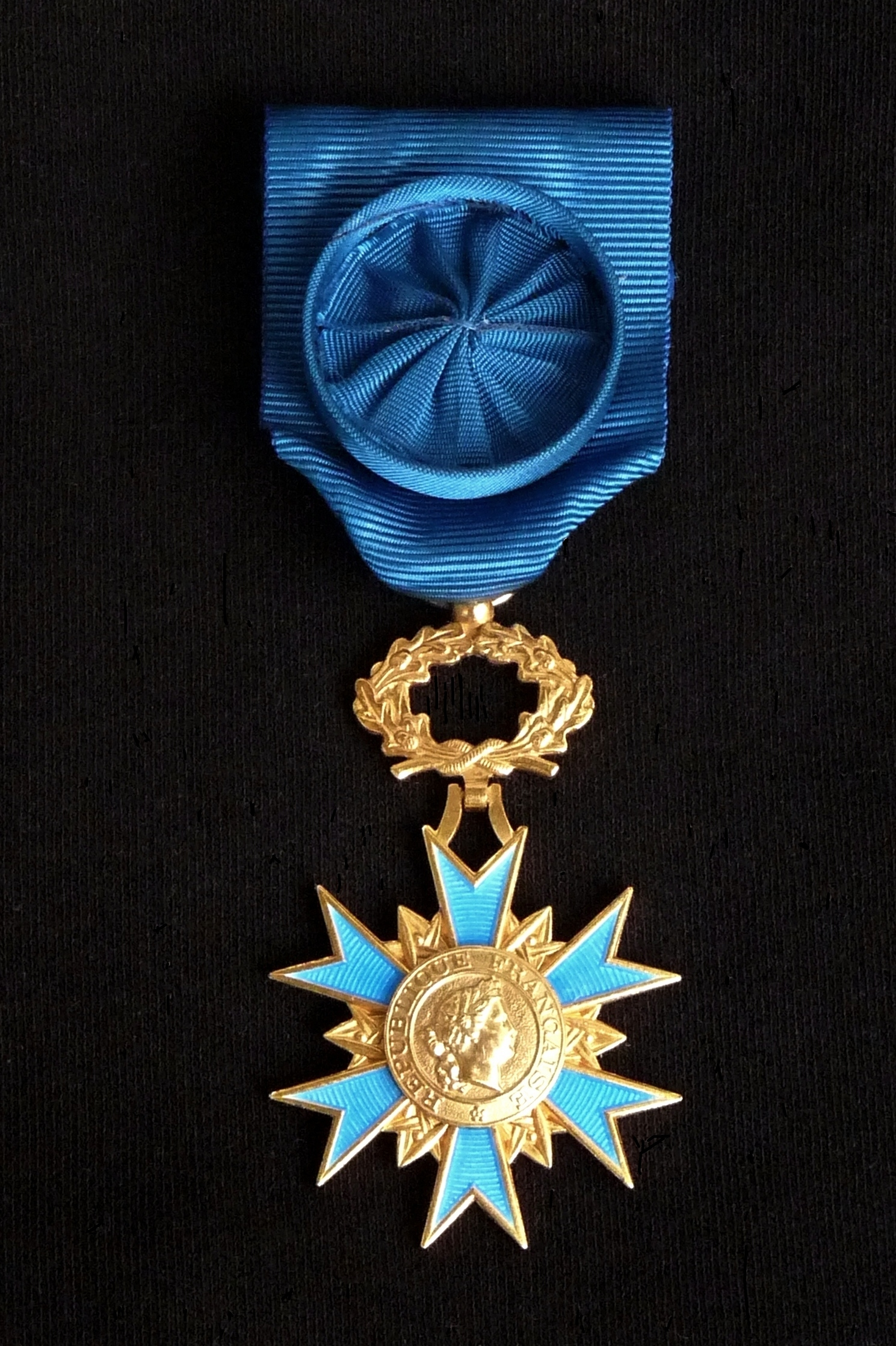
médaille d'officier de l'Ordre national du Mérite
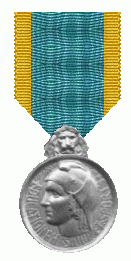
médaille d’argent de la jeunesse et des sports.